# Teleférico do Jardim Zoológico de Lisboa

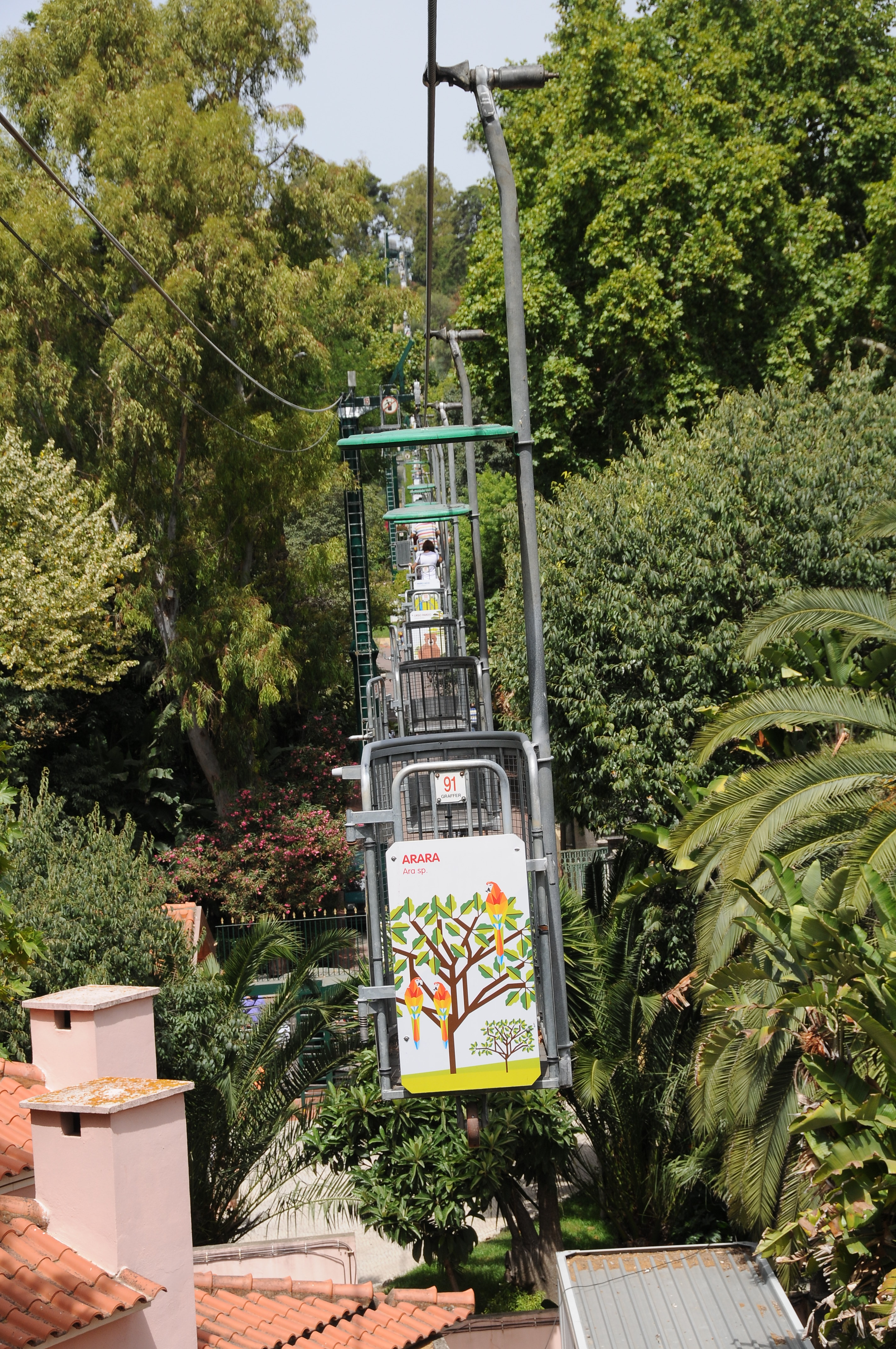
Aspecto do trajecto: cestas — desocupada e em uso.

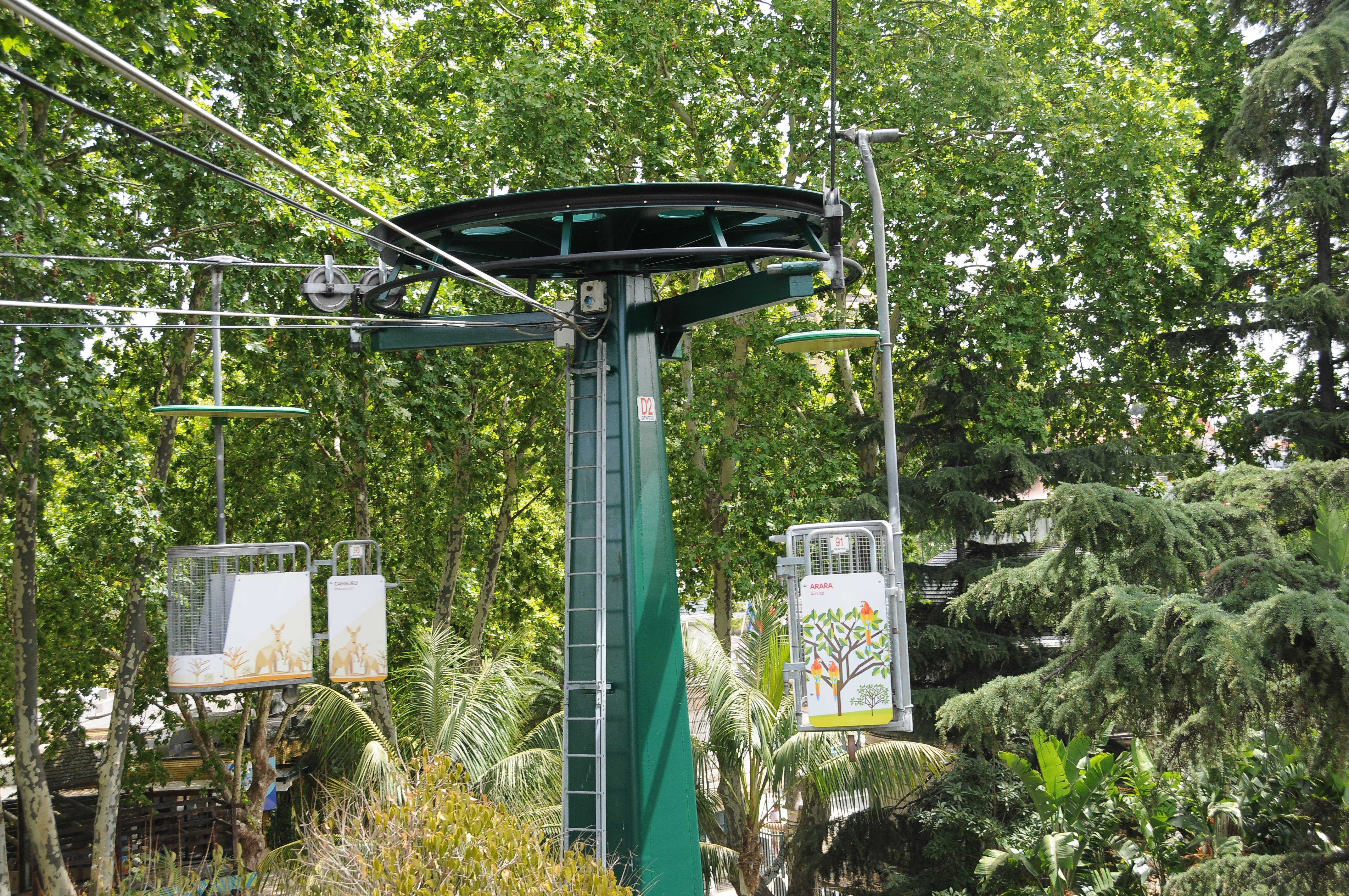
Aspecto do trajecto: Cabrestante.

O sistema telecesta do Jardim Zoológico de Lisboa foi inaugurado em 1994. Realiza um circuito fechado panorâmico dentro do recinto, com um único ponto de entrada/saída, sem paragem.
Dando uma volta completa ao parque num circuito em forma de triângulo e atingindo uma altura máxima de cerca de 20 metros, possibilita durante 20 minutos que o visitante observe todo o jardim a partir de uma perspectiva diferente, possibilitando observação panorâmica da envolvente paisagística .